# Monte Cook (autor)

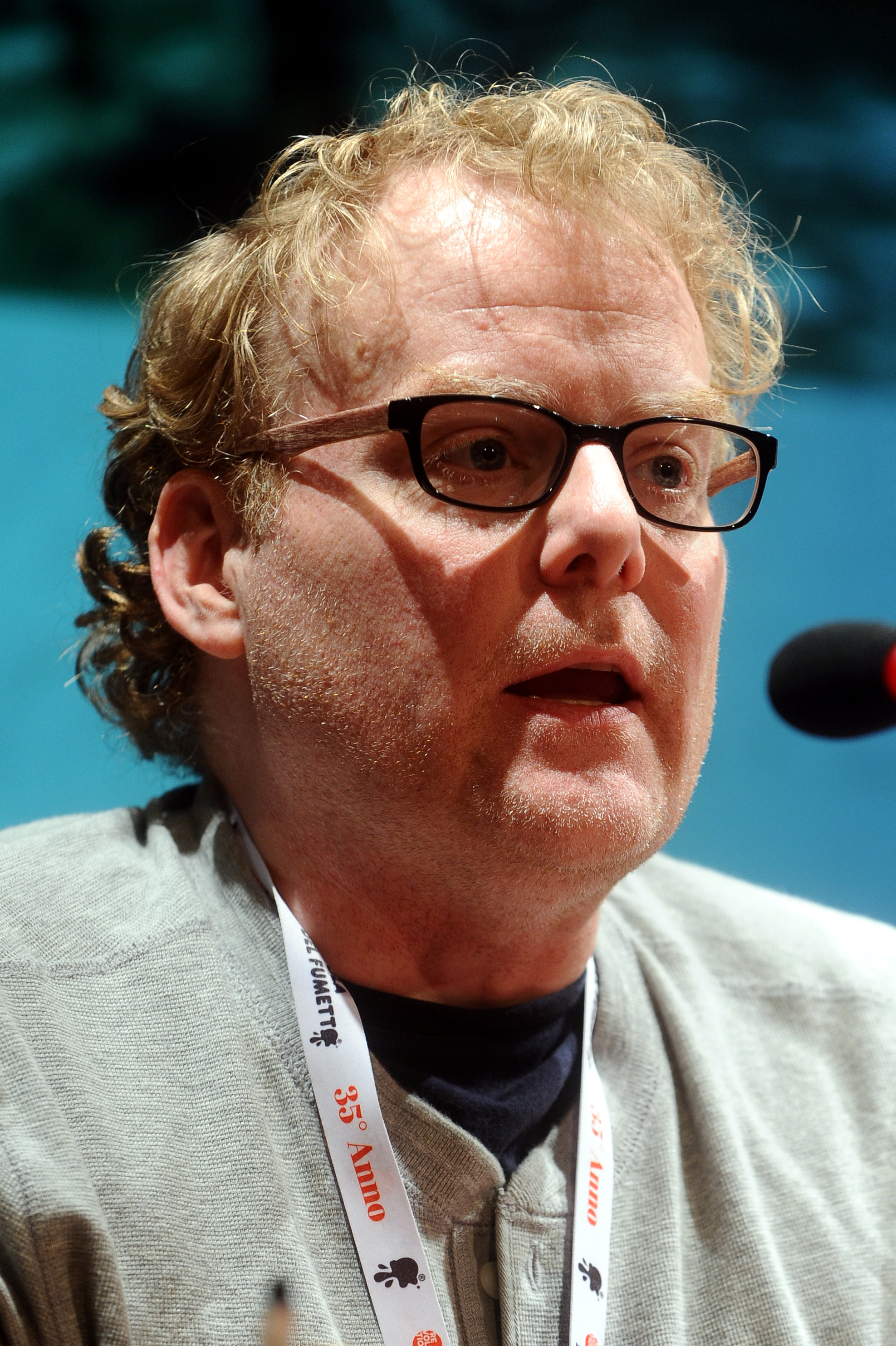
Cook durante el evento Lucca Comics & Games 2014.

Monte Cook es un diseñador y escritor de juegos de rol de mesa profesional estadounidense, conocido por su trabajo en Dungeons & Dragons.

## Carrera en la industria de los juegos de rol

### Primeros años
Cook es diseñador de juegos profesional desde 1988 y trabaja principalmente en juegos de rol. Gran parte de su trabajo inicial fue para Iron Crown Enterprises como editor y escritor para las líneas Rolemaster y Champions. Durante un tiempo, Cook fue el editor a cargo de la línea de libros "Campaign Classics" para las líneas Hero System y Rolemaster. : 136 Cook trabajó para Iron Crown Enterprises durante cuatro años; dos como autónomo y dos como diseñador a tiempo completo. Durante este período, Cook escribió el escenario multigénero Dark Space (1990), un escenario de fantasía, ciencia ficción y terror. : 137 Cook se convirtió en el editor de línea de Hero System, reemplazando a Rob Bell, quien dejó ICE en 1990. : 149 

### TSR
Cook comenzó a trabajar para TSR en 1992 como colaborador autónomo: "escribiendo una gran cantidad de cosas para el viejo juego de Marvel que nunca salió porque el juego fue cancelado". En 1994, Cook entró a trabajar en TSR como diseñador de juegos. Cook diseñó módulos de Dungeons & Dragons como Labyrinth of Madness (1995) y A Paladin in Hell (1998), y docenas de suplementos para la línea Planescape, incluidos The Planewalker's Handbook (1996) y Dead Gods (1998). Cook también diseñó el juego de conspiraciones Dark•Matter en 1999.

### Wizards of the Coast
Después de que Wizards of the Coast comprara TSR, Cook se convirtió en diseñador sénior y formó parte del equipo que trabajaba en la tercera edición del juego D&D. Cook, Jonathan Tweet y Skip Williams contribuyeron a la tercera edición del Players Handbook, Dungeon Master's Guide y Monster Manual, y luego cada diseñador escribió uno de los libros basándose en esas contribuciones. Cook estaba orgulloso del trabajo que hizo en la nueva Guía del Dungeon Master, especialmente después de que Gary Gygax le diera su opinión a su equipo sobre el libro: "Dijo que el material en el nuevo DMG lo ayudaría a convertirse en un mejor DM... Eso fue realmente genial y satisfactorio en una forma de 'completar el círculo'". En 2000, Cook dijo sobre su participación en Wizards of the Coast y Dungeons & Dragons : "Es un gran momento para trabajar aquí... porque cada producto es grande, importante e innovador". Cook también trabajó en Return to the Temple of Elemental Evil y el juego de d20 titulado Call of Cthulhu (febrero de 2002).

### Obras con licencia d20 y Malhovoc Press
Cook dejó Wizards of the Coast en 2001. Beyond the Veil (2001) de Cook fue uno de los últimos libros de la línea "Penumbra" de libros del sistema d20 de Atlas Games. : 258 Cook fundó una nueva empresa, Malhavoc Press, en 2001 como un sello de Sword and Sorcery Studios de White Wolf, con The Book of Eldritch Might (2001) de d20 como su primer producto. : 225 The Book of Eldritch Might fue el primer libro comercial publicado exclusivamente en formato PDF y publicado por una editorial impresa. : 288 Fue un éxito inmediato y se le atribuye la demostración de la viabilidad de la publicación de PDF dentro de la industria de los juegos de rol. Este y otros primeros productos de Malhavoc se lanzaron inicialmente solo en formato electrónico, aunque White Wolf, Inc. ha lanzado desde entonces versiones impresas de la mayoría de ellos Malhavoc Press trabajó con Fiery Dragon Productions después de que este último dejara Sword and Sorcery en 2002, y la mayoría de las licencias de Fiery Dragon se tomaron de Malhavoc. : 226 El trabajo de Cook bajo el estandarte de Malhavoc ha incluido Arcana Unearthed : A Variant Players Handbook. Arcana Unearthed está ambientado en el mundo de Cook de "The Diamond Throne", un escenario dominado por gigantes. : 226 
Causó controversia a mediados de 2004 al vender exclusivamente su material electrónico de d20 mediante la tienda DriveThruRPG.com, que entonces usaba solo un sistema de PDF encriptado de administración de derechos digitales patentado. Eventualmente sucumbió a la presión de sus clientes para vender sus productos en formato PDF estándar,[cita requerida] y DriveThruRPG ha hecho lo mismo más recientemente.
En agosto de 2006, Malhavoc lanzó Ptolus, un escenario de campaña basado en el juego local de Monte Cook que se utilizó como campaña de prueba para los diseñadores de D&D de la tercera edición.
Poco después del lanzamiento de Ptolus, que Cook ha descrito a menudo como la culminación de sus ambiciones originales para Malhavoc, anunció que se centraría en escribir ficción y otras formas no especificadas de trabajo creativo, en lugar de juegos de rol, durante el tiempo previsible futuro. White Wolf y Goodman Games anunciaron sus últimos libros de juegos de rol. World of Darkness de Monte Cook, su propia versión del escenario de terror moderno de White Wolf, se estrenó durante el evento Gen Con 2007. De Goodman Games está Dungeon Crawl Classics : #50, Vault of the Iron Overlord, que también fue objetivo del mismo lanzamiento de Gen Con.
Sin embargo, debido a la demanda de los fanes que leen su LiveJournal, y publican sus deseos en los foros de mensajes de Malhavoc,[cita requerida] Monte Cook lanzó un producto RPG más a principios de 2008, The Book of Experimental Might. Esto fue seguido rápidamente por The Book of Experimental Might II: Bloody, Bold and Resolute.

### D&D Next
Cook regresó a Wizards of the Coast en 2011. El 20 de septiembre de 2011, Mike Mearls anunció que Cook se haría cargo de su columna "Legends & Lore" para el sitio web de Wizards of the Coast. En enero de 2012, se reveló que Cook sería el diseñador principal de la quinta edición de Dungeons & Dragons. En abril de 2012, Cook anunció su salida de Wizards of the Coast debido a "diferencias de opinión con la empresa" pero no "con [sus] compañeros diseñadores".

### Monte Cook Games yNumenera
Cook cofundó Monte Cook Games, LLC junto con Shanna Germain en 2012, que es una compañía de juegos de rol que ha producido Numenera, The Strange, The Cypher System Rulebook, Invisible Sun y No Thank You, Evil! que se imprimió durante el último trimestres de 2015 después de que una campaña de Kickstarter recaudara más de 100.000 dólares para financiar su publicación.
Numenera es un juego de rol de mesa financiado por Kickstarter creado por Cook, ambientado mil millones de años en el futuro en un entorno postapocalíptico y de fantasía científica con reglas simplificadas que priorizan la historia, la acción y las ideas descabelladas. Recaudó más de $500,000 (más de 25 veces su meta de $20,000). La prueba de juego del sistema se anunció el 30 de octubre de 2012 y el juego se lanzó el 14 de agosto de 2013. Cook ha declarado que el mundo de fantasía Planescape de David "Zeb" Cook (sin parentesco) fue una influencia significativa en los conceptos de Numenera.
El Noveno Mundo de Numenera también fue el escenario del lanzamiento en 2013 del juego de construcción de mazos Thunderstone Advance de Alderac Entertainment Group, así como del videojuego Torment: Tides of Numenera de 2017, que fue desarrollado por InXile. Entretenimiento después de una exitosa campaña de Kickstarter.
The Strange es un juego de rol de mesa financiado por Kickstarter creado por Cook y Bruce Cordell que usa el mismo conjunto de reglas de Cypher System que Numenera. El juego, que implica viajar a través de diferentes mundos conocidos como Recursions, fue lanzado en agosto de 2014.
Invisible Sun es un juego de rol de mesa financiado por Kickstarter creado por Monte Cook Games, con fecha de lanzamiento el 20 de septiembre de 2018. Es un juego de fantasía surrealista con muchos accesorios de juego.

## Carrera profesional

### Autor
Monte Cook se graduó del Taller de escritores de ciencia ficción y fantasía de Clarion. Tras graduarse en el taller de 1999, ha publicado las novelas The Glass Prison and Of Aged Angels. También ha publicado cuentos como "Born in Secrets" (en Amazing Stories), "The Rose Window" (en Realms of Mystery ) y "A Narrowed Gaze" (en Realms of the Arcane). También escribe una serie de ficción continua de Call of Cthulhu, The Shandler Chronicles, en Game Trade Magazine.
En el género de no ficción, Cook ha escrito The Skeptic's Guide to Conspiracies.

### Videojuegos
Cook escribió diálogos para el MMORPG Marvel Heroes.

## Vida personal
Estuvo casado con Sue Weinlein Cook, aunque ahora están divorciados.[cita requerida]